# Mimela debilis
Mimela debilis är en skalbaggsart som beskrevs av Sharp 1881. Mimela debilis ingår i släktet Mimela och familjen Rutelidae. Inga underarter finns listade i Catalogue of Life.